# Tony Adams (Produzent)
Anthony Patrick Adams (* 15. Februar 1953 in Dublin, Irland; † 22. Oktober 2005 in New York, USA) war ein US-amerikanischer Film- und Theaterproduzent.

## Leben
Tony Adams war am Anfang seiner Karriere Assistent von John Boorman. In den frühen 1970ern produzierte er eine Reihe von Kinofilmen und TV-Filmen mit Blake Edwards, beispielsweise die Pink-Panther-Reihe („Der rosarote Panther“), Zehn – Die Traumfrau (1979), „S.O.B.“ (1981) und „Victor/ Victoria“ (1982) sowie That’s Life! So ist das Leben (1986). Darüber hinaus engagierte er sich als Konzertpromoter für Julie Andrews.
Seine beispiellose Karriere war gekrönt mit insgesamt 12 Academy Award Nominierungen (einmal wurde ihm der Academy Award verliehen), 23 Golden Globe Nominierungen (13-mal wurde ihm der Preis verliehen), einem César Preis und 3 Grammy Award Nominierungen.
Tony Adams war insgesamt dreimal verheiratet und hat aus diesen Ehen insgesamt vier Kinder. Seine ersten beiden Ehen mit Avril Adams und mit Debrah Farentino wurden geschieden, bevor er Ehefrau Nummer 3, Broadway-Schauspielerin Anne Runolfsson, ehelichte.